# Xingning
Xingning is een stadsarrondissement in prefectuurstad Meizhou in China. Het gebied heeft een oppervlakte van 2104 km² en ongeveer 1,1 miljoen inwoners. Xingning bestaat uit negenentwintig gemeentes en grote gemeentes. Het merendeel van de bevolking is Hakkanees. Tijdens de Tweede Wereldoorlog vluchtten grote groepen Chaozhounezen naar dit gebied. Tot op heden wordt in dit gebied daarom Chaozhouhua gesproken door een zeer klein deel van de bevolking. In het overgrote deel van Xingning wordt het lokale Hakka dialect Xingninghua gebruikt.
Xingning heeft twee bijnamen. De eerste is 'streek van de cultuur', vanwege de veertig universiteitsdirecteuren die uit Xingning komen. De tweede bijnaam is 'streek van voetbal', vanwege de vele beroemde voetballers die ook op nationaal niveau hebben gevoetbald en uit deze streek komen.

## Bezienswaardigheden
- Shenguang Shan
- Wenfengpagode van Xingning